# The Nexus (wrestling)

Ori ești cu Nexus,ori ești împotriva noastră;Acesta este sloganul Nexusului condus de Cm Punk

Nexus este o echipă din WWE.

## Istorie
Numele acestei grupări a fost tradus în limba română ca și legătura.Nexus au fost priviți ca și "DUȘMANII WWE". La marea cușcă de oțel Hell in a cell liderul Wade Barrett a luptat împotriva lui John Cena într-un meci în care dacă Wade Barrett câștiga John intra în Nexus și asta sa întâmplat(John a pierdut din cauza lui Husky Harris și Michael McGillicutty).Prima oară când Nexusul a putut să se bată pentru centuri a fost la Night of champions în care Wade s-a bătut pentru titlul WWE împotriva lui Randy Orton(câștigător),John Cena,Sheamus,Edge & Crish Jerico într-un meci Six Pack.După aceea la următorul eveniment Bragging Right unde John Cena & David Otunga sau bătut împotriva lui Drew Michentaier & "Dasyng" Cody Routh pentru titlurile  WORLD TAG TEAM CHAMPIONSHIP  unde au câștigat iar după aceea John Cena la trădat pe Otunga și ia dat un F.U.,și după acest meci Wade (cu John Cena) sau luptat împotriva lui Randy Orton tot pentru titlul WWE dar Cena la trădat și pe Wade și la trântit cu un F.U. iar după aceea Randy Orton ia dat lui Cena un RKO. Apoi după acea seară la RAW Wade ia propus lui Cena că dacă o să facă ca la Survivor Series într-un fel ca el să fie campion WWE o să-l dea afară din nexus iar dacă nu îl concediază pe Cena,iar la survivor series Cena a fost concediat iar Gabriel și Slater au rămas campioni iar după o lună și câteva zile Slater și Gabriel au rămas fără cele două tlituri la echipe(cei care le-au deținut după ei au fost SANTINO MARELA & VLADIMIR KOZLOV)iar CENA le-a promis că dacă Wade nu îl reangajează o să îi vâneze pe toți membrii nexusului,la următorul eveniment TLC(table,laders and chairs.TRADUCERE=scări mese și scaune)unde Cena la făcut de rușine pe Wade Barrett dărâmând o tonă de scaune peste el iar cu câteva meciuri în urmă Santino și Kozlov și-au păstrat titlurile printr-o descalificare.Cena a fost re angajat de către Wade Barret după meciul de la TLC și după câteva atacuri asupra membrilor din Nexus.
Acum Wade Barret nu mai aparține de aceasta grupare;El a înființat în Smackdown o grupare numită the Corre(nucleul).
Actualul lider al Nexusului este Cm Punk.
Michael McGillicutty și David Outanga dețin acum centurile la echipe după ce le-au luat de la Big Show și Kane.

## Membri
| Membru               | Alăturare         | Plecare           | Note |
| -------------------- | ----------------- | ----------------- | --- |
| Wade Barrett         | 7 iunie 2010      | 3 ianuarie 2011   | Liderul original a lui The Nexus. |
| Daniel Bryan         | 7 iunie 2010      | 11 iunie 2010     | [ 2 ] [ 3 ] |
| Darren Young         | 7 iunie 2010      | 16 august 2010    | [ 4 ] |
| Skip Sheffield       | 7 iunie 2010      | 3 ianuarie 2011   | A suferit un accident la gleznă la un eveniment live din Hawaii în august 2010, dar nu a părăsit niciodată gruparea. Cu toate acestea, el nu a fost niciodată menționat ca membru al noului Nexus. |
| Michael Tarver       | 7 iunie 2010      | 4 octombrie 2010  | A lăsat Nexus după ce a suferit o vătămare a bustului. |
| Justin Gabriel       | 7 iunie 2010      | 10 ianuarie 2011  | |
| Heath Slater         | 7 iunie 2010      | 10 ianuarie 2011  | |
| David Otunga         | 7 iunie 2010      | 22 august 2011    | |
| John Cena            | 3 octombrie 2010  | 21 noiembrie 2010 | A părăsit Nexus după ce Barrett a pierdut cu Randy Orton la Survivor Series. |
| Husky Harris         | 25 octombrie 2010 | 31 ianuarie 2011  | [ 6 ] [ 7 ] |
| Michael McGillicutty | 25 octombrie 2010 | 22 august 2011    | |
| CM Punk              | 27 decembrie 2010 | 17 iulie 2011     | A devenit liderul The New Nexus în ianuarie 2011, după ce Wade Barrett a pierdut un meci steel cage cu Randy Orton și Sheamus.                                                                     |
| Mason Ryan           | 17 ianuarie 2011  | 14 martie 2011    | [ 8 ] |